# Дуња (кратки филм)
„Дуња” је југословенски кратки филм из 1980. године. Режирао га је Кресо Сидик а сценарио је написао Михајло Секулић по делу Александра Пушкина.

## Улоге
| Глумац       | Улога |
| ------------ | ----- |
| Бранко Ђурић |       |
| Иван Јагодић |       |
| Павле Вуисић |       |